# بازیکن فوتبال (بازیکن فوتبال، زاده ۱۹۷۰)
بازیکن فوتبال (انگلیسی: Nikolay Dimitrov؛ زادهٔ ۴ نوامبر ۱۹۷۰) بازیکن فوتبال اهل بلغارستان است.
از باشگاه‌هایی که در آن بازی کرده است می‌توان به باشگاه فوتبال لیتکس لووچ اشاره کرد.